# GACHIAKUTA
《GACHIAKUTA》是由裏那圭負責主要作畫、晏童秀吉擔當塗鴉設計的黑暗奇幻漫畫作品，於2022年2月16日開始在《週刊少年Magazine》連載。台灣中文版由東立出版社，在《新少年快報》電子版連載。

## 劇情簡介
在天界中分為兩個地區，分別是富人區和充斥著流放罪犯後裔——「族民」的貧民窟。富人往往會將任何「垃圾」（包括罪犯在內）傾倒進深不見底的「奈落」。主角路德是殺人犯的孩子，在養父雷格特的照顧下，路德長大後十分厭惡上層社會的浪費行為，並成了會在富人區的垃圾場中拾荒，之後拿去貧民窟販賣或重新使用的義賊。某天早上，回到家的路德發現雷格特被殺，儘管已否認出自其手，警察到場後還是當場作出拘捕，並判處他謀殺罪名成立，處以扔進「奈落」之刑，也正正步了其親生父親的後塵。行刑當下，眾叛親離的路德意識到兇手為回家途中碰見的神秘蒙面人後，在被丟進奈落的同時，邊發下毒誓要向天界居民復仇。
墜入奈落後，路德在一片惡臭且漫無邊際的垃圾場中醒來，隨即被一群由垃圾構成的大型怪物攻擊。他成功用棍棒將一隻怪物削成兩半，但後者四散的部件卻朝其襲來。行將被壓死之際，一位男子將路德救下，並用一把「雨傘」將復活的怪獸打倒。事後，該男子介紹自己名叫恩琴，是一位「清道夫」，並解釋那些怪物被稱為「斑獸」，且腳下的地方並不是地下，而是路德從天界掉到了地表。經過一輪「測試」後，路德覺醒了使用「人器」的「人通者」能力，並被恩琴引薦進利用人器的獨特力量獵殺斑獸的「清道夫組織」。在意識到這些力量能幫助他回到天界，實現復仇大計後，儘管不情願，路德還是接受了恩琴的建議，加入清道夫組織。

## 登場角色

### 下界居民

#### 清道夫組織

##### AKUTA小隊
路德（Rudo，聲：市川蒼、大地葉〈幼年〉）
年約15歲，生於7月20日。前天界人，雷格特的養子，生父為殺人犯而遭人唾棄，最後因被誣衊殺害養父雷格特而墜入下界「奈落」。
被恩琴從一群班獸手中救出後加入「清道夫」組織，並逐漸精進自已的「人通者」力量以尋找回到天界的方法，向殺父仇人復仇。吃到甜食會進入發瘋狀態。天生臉臭，每次想擺出燦爛的笑容，都被誤會在挑釁。
雙手天生就有奇怪的黑色傷疤，只要沒有帶3R就會劇痛。最喜歡做的是也是去垃圾山尋寶，每次出任務都會攜帶幾樣撿來的物品作為武器。
「人器」是一雙由雷格特生前送給他並一直珍惜至今，名為「3R」的手套，屬「守護者」系列。能力為激發垃圾、壞掉東西的最大價值，完成戰鬥後所用物才會損壞。路德每次使用最多只能強化三種物品，可以同時發揮多樣物品價值，也可以將力量完全灌注在同一物上，進而將其威力極大化。就算失敗也算一次，三次都用完就無法再激發物品價值。
全名為路德·許亞布雷克，是最初看守者系列原持有者的後代。從哥爾巴斯那得知清道夫創立的真正目的，決定和哥爾巴斯一起揭開世界真相。
恩琴（Enjin，聲：小西克幸）
28歲，生於8月22日。清道夫Akuta小隊隊長，初次登場時在禁域將路德從好幾頭大型班獸中救出，實力非常強悍，受到贊卡及多位清道夫尊重。「恩琴」其實是化名，因為某些緣故不肯透露本名。上半身有刺青。
「人器」是一把名叫「Umbreaker」的雨傘，目前已知招式有突刺、滑行(打開雨傘，坐在傘面上滑行)及瞬間張開雨傘的絕招「Umbreaker・八裂」。
贊卡·尼吉克（Zanka Nijiku，聲：松岡禎丞）
17歲，生於2月3日。出身於名門的清道夫組織戰鬥員，被指派擔任路德的教官，在組織中算是運用人器的能手，也有不錯的戰鬥智商。崇拜恩琴，被恩琴誇獎時會非常激動。
「人器」是一根名為「愛棒」的棍狀武器。發動能力時會從一般棍棒化為刺股。
加入清道夫前背負著家族的使命，要成為一名優秀的「獄卒」管理下界。曾在「伽摩榻利城」的「中央獄卒訓練校」就讀，被大家譽為天才，他也因為無人知曉他背後的努力而沾沾自喜。曾夢想坐上代表當屆最優秀學生的「金交椅」，卻因為一名天才轉入班上而夢想破滅，也意識到自己不過是個假裝天才、沽名釣譽的凡人，信心大受打擊，自暴自棄之下躲在乾涸的水井裡。後來被經過的恩琴開導而重新振作，不顧家人反對成為清道夫的一員。
理遙·利帕（Riyou Rippā，聲：花守由美里）
16歲，生於4月9日。自由自在又精力充沛，個性外向的清道夫組織成員，但似乎有著除了恩琴外無人知曉的過往。
戰鬥能力高，就算不用人器僅靠赤手空拳也能跟涅爾蒂打到不分上下。
「人器」是一把名叫「The Ripper」的剪刀，有兩種主要戰鬥方式：將其套在腳上揮砍敵人、張開剪刀瞬間斬擊，面對大型斑獸時也曾用過類似突刺的攻擊。
過去是殺手，平時總是偷偷隨身攜帶一把非人器的槍，在垃圾風暴篇時偷用槍擊退涅爾蒂和賈巴，從賈巴手中救走被打成重傷的贊卡。被恩琴禁止殺人，在對涅爾蒂和賈巴使用時都有避開要害。
愛希婭·史汀路薩
17歲，生日12月20日，身高153公分。隸屬AKUTA小隊。
清道夫組織醫療小隊的一員，也是目前組織內唯一的治癒型人通者。雖然受到組織成員的肯定但本人十分沒有自信。
與歐卡斯特是兄妹，很喜歡哥哥製作的東西。過去看見祖母用AED救人開始對電產生興趣結果差點把自己電死，花了一段時間克服陰影並成為人通者。
「人器」是一條電線「H型」，平時纏在脖子上。通電能將電轉換成生命力，替治療對象「充電」。除了人器本身的能力，使用者自身也需要自備豐富的醫療知識和精準的電壓調節技術，要是電壓調錯患者就會有被高壓電燒成黑炭的風險。患者在結束治療後頭髮會變成爆炸頭，只要洗頭就會恢復原狀。
西卡格
長相不明，總是一直躲在棉被裡的成員，就算離開房間也是用棉被把自己包著。隸屬AKUTA小隊。
「人器」不明，似乎是防禦型人器。想進入清道夫必需經過他的許可，即使有人來攻擊總部也會因他的力量而失效。就算待在房間內也能感知到靠近總部的人。

##### CHILD小隊
布羅·桑特
35歲，生日是1月25日，身高195公分。
清道夫Child小隊的隊長，戴著頭巾的男性。和迪亞是沒有血緣的父子關係，非常照顧迪亞，戰鬥時也都兩人一組。
「人器」是頭巾「克羅斯」，能變成一條無限長的布。
姬塔·賀比·芬特吉亞
14歲，生日5月28日，身高148公分。
穿著怪獸造型服裝的短髮少女，瞳孔造型為四邊星。非常喜歡怪獸和生物，但討厭螞蟻。
「人器」為怪獸服裝「姬塔」，會依照布羅給的等級限制變成巨大怪獸。人器的重量疑似很重，在垃圾風暴事件時完全不會被吹走。
迪亞·桑特
10歲，出生於9月17日，身高130公分。含著奶嘴、不說話但表情豐富的小孩，只有在發動人器時說人器的名字。不耐煩的時候會抖腳。會跟路德搶零食，雖然看不出來但其實很關心路德。
「人器」是奶嘴「聖特拉利安」，能力為吸收，透過雙手打擊對手就能吸收對象的能量讓自己變強。

##### EAGER小隊
塔姆吉・凱因斯（Tamsy Caines，聲：齋賀光希）
23歲，出生於4月2日，身高180公分。清道夫EAGER小隊隊長，性格溫和而冷靜，在其他成員們被控制時也能冷靜的做出判斷與行動。右眼面部有一片傷疤。喜歡麵類和熱情的人，討厭天界。
「人器」為捲線棒「得心」，可透過綑綁限制他人行動、放出線做遠端探測用途或用大量線條編成某種物體。
戴爾蒙・蓋茲（Delmon Gaze）
45歲，出生於8月11日。清道夫Eager小隊成員，性格熱血、戴著遮陽帽、穿著類似園丁衣著的彪形大漢。於培塔沙漠篇陪同Akuta小隊造訪亞默，途中被亞默的能力操控，看到了亡妻。非常重視組織裡的所有成員，絕對不會對人使用人器。
「人器」為澆花水管「大鬼苦那亞玲」，能夠替換澆花頭控制出水量，被噴到水的人會彷彿海綿般脹大，到達極限會身體破裂而亡。「大鬼苦那亞玲」在日文發音與「大きくなれ」（快快長大）相同，反映戴爾蒙希望滋養更多花朵的心願。

##### 清道夫總部其他成員
阿爾哈·哥爾巴斯
清道夫組織總部的首領。喜歡喝咖啡。
個性豪爽可靠，備受成員們信任。後頸有眼睛刺青，眼珠的部分會動也會因為哥爾巴斯的情緒流淚。知曉許多情報，組織內沒有任何人知道他的人器，充滿謎團的男子。
和路德坦白清道夫組織最初成立的目的，路德毫不猶豫的答應邀請讓哥爾巴斯非常感動。
賽謬（Semiu，聲：園崎未惠）
26歲，生日10月3日，身高175公分（不含高跟鞋）。
清道夫組織總部的接待員，擁有不錯的戰鬥能力，成為接待員是因為嚮往辦公室工作。平常會看放滿美女的色情雜誌當消遣，也會定期去購買新一期的雜誌。隸屬哥爾巴斯的直屬小隊「FRONT」。
「人器」為眼鏡「Eyes」，能力為加強動態視力，甚至看穿「人」的本質，初次「看」路德時發現其體內的詭異卵，目前只告訴過哥爾巴斯。平常都在壓抑自己的力量，為了哥爾巴斯的目標決定去修行讓人器發揮完整力量「透視未來」，但被恩琴警告透視未來可能會帶來永遠失明的風險。
古利斯（Gris，聲：日野聰）
30歲，生日6月26日，身高193公分。全名古利斯·魯比翁。
清道夫組織的支援者，金色頭髮，左眼處有一道疤痕。握力強勁，能徒手捏碎斑獸的頭骨，且擁有拋飛中小型斑獸的能耐。非常照顧同伴，出任務前會向一個法蒂瑪之手吊飾祈禱大家平安歸來。古利斯被賈巴重傷後吊飾損壞，被路德的能力激發價值展現出優秀的守護能力，能偵測敵意，將對手轉去其他方向。
在路德剛進入下界對一切焦慮不安時給予他非常大的幫助與鼓勵，對路德來說是很重要的存在。
弗洛（Follo，聲：浦和希）
19歲，生日3月15日，身高175公分。
清道夫組織的支援者，來自下界北方的青年，常常戴著帽子。想成為帥氣的人而加入清道夫，加入清道夫後發現人們普遍看不起支援者，為了雪恥，發誓即使成為人通者也會繼續當支援者。目前一邊當支援者一邊培養自己的人氣，培育的人器是一把從兒時玩伴手中繼承的鐵錘。
在路德首次接受委託時與路德大吵一架被斑獸打飛陷入瀕死，瀕死前希望路德能使用自己的鐵錘去戰鬥，但因不明原因路德無法使用。後來路德把思念傳給弗洛因此覺醒為人通者。
「人器」以兒時玩伴的名字「亞蘭」來命名，能力是吸收對手攻擊累積壓力後把傷害打出去。累積壓力越多、傷害越強的攻防一體型人器，缺點是每次將累積的壓力釋放完就要重新累積。被恩琴吐槽拿過去好友的名字當人器名字有點噁心。
托姆（Tomme，聲：東城日沙子）
21歲，生日11月6日，身高167公分。
清道夫組織的支援者，個性溫和友善的女性。負責記錄斑獸種類和整個任務過程細節並回報清道夫組織。
為了即時寫下所有細節，即使身處在危險的戰鬥中也埋首紀錄，這點讓古利斯很擔心。在路德初次接受委託時察覺到塔姆吉的異常。
歐卡斯特·史汀路薩
20歲，生日8月8日，身高187公分。留著長髮、戴著護目鏡、充滿狂氣的男性。
和艾希婭是兄妹，與妹妹個性相反充滿自信，說話跟祖母一樣很大聲。從小就喜歡製作東西。雖然兄妹兩人個性天差地遠但感情很好，偶爾會騎著機車載妹妹去祖母家。
清道夫組織內負責製作裝備的成員，有也建立時尚品牌。被訂期限的話反而會做不出好東西，因此必需配合歐卡斯特的步調。被催會生氣。
人偶節時為路德的能力和珍惜物品的性格特製的整套服裝都是對歐卡斯特來說具有珍貴回憶的物品，要是不幸遇到危險希望這套服裝能成為路德的力量。

##### 清道夫南方分部成員
米露多蕾塔
清道夫南方分部的支援者。外貌跟舉止看起來都很兇，實際上很溫柔的大姐姐。希雷伊亞族的一員，知道涅爾蒂。
梅莉朱
清道夫南方分部的支援者，和米露多蕾塔一起行動，個性溫和冷靜。
奧特·阿達羅伊、愛帕魯特·阿達羅伊
清道夫南方分部、隸屬最強小隊「DANGER」的雙胞胎人通者。奧特是哥哥、愛帕魯特是弟弟，非常有個性但不殘暴，只是旁人很難與他們溝通。
在人偶節時有上台表演，因配戴著人繫繩被邁默控制。路德把歐卡斯特第一次注意到輕量化的鞋子發揮價值大幅提升移動速度把雙胞胎的人繫繩扯掉後恢復正常。
「人器」是和雙胞胎外型有點相似的小人偶，使用時人偶會巨大化，具有驚人的破壞力。

##### 破壞專家
左迪爾·堤豐（Zodyl Typhon）
23歲，生於11月24日，身高188公分。總是面無表情，會準時收看天氣預報。破壞專家的領袖。
母親把天界丟下來的垃圾當作恩惠，強迫年幼的左迪爾與妹妹接受恩惠險被垃圾雨砸死。極度憎恨天界，決心推翻他們，不斷想方設法跨過天界與下界之間的「境界」。曾經邀請被丟到下界的路德一起把天界打下來。
嘗試做出新的守護者系列但屢屢失敗，卻誤打誤撞製作出以人器為動力源的斑獸。
「人器」是一件大衣「彌雪拉」，為守護者系列之一。詳細能力不明，發動時外套會包住使用者的身體，可以靠吃東西觸發變形。
賈巴·翁嘉（Jabber Wonger，聲：新祐樹）
18歲，出生於1月11日。性格殘暴且極度瘋狂到令人毛骨悚然的男子。
有嚴重被虐傾向，被敵人攻擊時會感到快樂，會故意去讓自己受傷享受疼痛，也會毫不猶豫的用自己人器上的毒素毒自己，被人用看垃圾的眼神盯著也會很興奮。
是個路痴，打算帶著路德離開時因為跑錯出口被趕來救援的清道夫抓到。
戰鬥力極高，戰鬥經驗豐富。雖然總是瘋瘋癲癲的但其實頭腦不錯，理解路德使用古利斯護符的能力馬上就找到破解方法。看人的眼光很準。是組織內「一軍」的成員之一。
除了擅長人器外，體術也有很高的水準，單挑贊卡能輕鬆獲勝。稱贊卡為「個性很差的傢伙」，贊卡認證的天才。為了玩跟享受總是壓抑自己的力量，只有在遇到真正的強者時會展露出人器完整的樣子。
「人器」為爪子「曼奇拉」，黑色的右爪上有固定的強烈神經毒，就算只是稍微碰到就會在一定時間內無法動彈，不過對同對象重複使用生效時間會縮短。白色的左爪能製造出賈巴最近親身體驗過的三種毒，只要運用得宜就能消除疼痛。雖然毒無法直接造成死亡但會讓對手陷入極大的痛苦中。
庫特妮·安德爾（Cthoni Andor，聲：高垣彩陽）
27歲，生於5月29日。沈默寡言的藍髮女子，小腿有波浪狀刺青。擅長在戰鬥中抓準時機輔助同伴攻擊或撤退。
非戰鬥人員，喜歡黑暗討厭光亮的地方。手臂肌肉很扎實，是組織內「一軍」的成員之一。
「人器」為人孔蓋「Light」，能力類似傳送門，可以將人和物品傳送到另一個空間，也能視情況引導東西掉落到想要的位置。能同時產生多個傳送門，透過門看門內的景象。在光亮的地方使用只能在庫特妮去過的地下道或隧道發動能力，但若所在地一片漆黑，便能無視前述條件。
涅爾蒂·修·亞莫左（Noerde Hew Amozo）
23歲，生於6月18日。來自下界南部的女子戰鬥民族「希雷伊亞族」，擁有一身精湛的體術。留著非常長的長髮，有事沒事就會梳頭。
由於天界傾倒垃圾破壞環境，涅爾蒂所屬的部族已經滅亡，也沒什麼人知曉該民族曾經存在。年幼時頭髮被左迪爾稱讚後就開始留著長髮，非常用心的照顧自己的頭髮。
願意為了左迪爾奉獻出自己的一切，在垃圾風暴篇時成功到達境界並看見了境界裡的巨大不明物體真面目也知曉進入境界後的代價，隨後墜落在垃圾堆中被獄卒發現，目前生死不明。
「人器」為一把塑膠製的梳子「米雷」，涅爾蒂用梳子梳過自己的長髮，梳理後的頭髮在1～2分鐘內會帶電，被頭髮碰到的人會像被電到一樣產生劇痛且無法行動，除了時間限制也能靠自己的意志解除，限制時間是因為超過時間頭髮就會受損。能透過神經操控頭髮。梳子是小時候與左迪爾初次見面時左迪爾送給她的。
弗·歐羅斯特爾（Fu Orostor）
17歲，生於3月29日。個性懦弱無比，要是沒有人向他發號施令便不知所措。戴著類似超級英雄面罩，覺得恩琴很帥。
曾經依照自己的意志行動卻以慘烈的失敗收場，從此弗就無法再自己做主，只依照他人來命令行動這樣就不用再背負任何責任。
「人器」是詛咒玩偶「希伊大人」，弗平常會跟希伊對話。在弗沒有「主人」或想要擊潰某物時就會佔據弗的身體，相當於整個身體都變成人器，赤手空拳就有極強的破壞力。情報通篇時清道夫因遇到極大量的中型斑獸又遇到破壞專家，古利斯詢問弗能不能協助戰鬥後變身為希伊，瞬間打飛賈巴和場上的所有斑獸。
垃圾風暴篇因為無作為被破壞專家丟包。因為急需有人給予命令，轉而投靠清道夫。因為完全沒有任何惡意只想成為恩琴的奴僕所以能進入畫布鎮，南方分部的雙胞胎也判定弗沒有危險。情報通篇時剛好遇到破壞專家等人，被左迪爾確定為叛徒。由於過去破壞專家成員的身份無法融入清道夫，在哥爾巴斯的建議下先待在清道夫內體驗組織生活，還不算正式加入。
布敦斯·貝嘉爾凱特（Bundus Begalkeit）
44歲，生於9月19日。初登場時是剛加入破壞專家的新人，對清道夫等人沒什麼敵意，坦承自己是為了情報才加入破壞專家。似乎很在意清道夫老大的身分。
垃圾風暴篇後晉升為破壞專家一軍成員，收到了上面刻著「葬儀社 卡尼斯·許亞布雷克」的古老小雕像作為獎勵。
「人器」為義手「Hands」，目前總共有六隻。每隻手的特性都不同，對應布敦斯在不同人生階段的心理狀態。布敦斯能夠依據敵人的弱點，以不同的手一次和多個敵人對戰。被迪爾稱讚是品質非常出色的人器。即使被迫壞掉也能自行恢復原狀，在未發動時疑似能產出很多手指狀用途不明的小機器人。
墨墨亞·流凱爾（Momoa Rukel）
總是戴著耳機，臉上有雀斑的看起來慵懶的黑髮少女，工作主要為協助破壞專家獲得情報或刺探敵情。一軍的成員之一。
「人器」為全罩式耳機「庇護所」。發動能力時觸碰到目標，便能聽見目標的所有記憶。但只能讀取無法篡改。聽取記憶時，被聽取的對象無法干涉也不能意識到自己被聽取記憶。
情報通篇時跑去偷窟絡的所有情報，發現窟絡的記憶量過分龐大且參雜非常多不同人的記憶，開始懷疑窟絡的真實身份。窟絡早就知道到破壞專家會來偷情報，提前製作了記憶去跟墨墨亞收取「代價」，導致墨墨亞當場失去意識至少要一個月後才能醒來。
無名搭檔
本作第一個出現的破壞專家成員。女人能用鏟子控制泥土，製造泥人、泥坑，使泥地塌陷等；男人能用雪鞋在泥地上行走，兩人同時被贊卡一棒打倒。
男方叫做昆札，再次出現時已不是破壞專家的成員。「人器」是雪鞋「走雪套鞋」，能行走在任何物質上，以為能用人器逃過獄卒追捕，被酋卡開槍射倒。

##### 獄卒
酋卡·尼吉克（Kyouka Nijiku）
獄卒『赤角』第一隊隊長，尼吉克家族的長女，贊卡和格卡的姐姐。知悉有天界人來到下界，便四處調查以期將天界人逮捕歸案。認為人通者因擁有能力而思想變得狹隘，不希望贊卡加入清道夫。似乎埋怨恩琴奪走小弟。對贊卡成為人通者和要加入清道夫大發雷霆。
據贊卡所說，酋卡過去為他安排的訓練相當嚴酷，甚至曾訓練他躲避子彈。
裏那圭在她初次登場時將名字誤植為チョウカ（酋卡），其實應為キョウカ（此處暫譯京卡）。
格卡·尼吉克（Goka Nijiku）
獄卒『赤角』第一隊副隊長，尼吉克家族的長男，贊卡的哥哥。和酋卡一同調查天界人的下落和身分。對姐姐酋卡唯命是從。
冰
贊卡小時候班上的天才少女，剛加入就一人打倒包含贊卡的所有同學。因為他的存在讓贊卡意識到自己只是假裝成天才的凡人。

##### 其他下界居民
葛布（Gob，聲：後藤弘樹）
塗鴉城畫布鎮的施咒者，曾多次為清道夫施法，因跑到污染區域作畫造成人體汙染而死。
人器為代代傳承的畫筆，能為他人塗鴉並施法，被傳承者必定會覺醒成人通者，繼承該能力，但未知其傳承標準。
雷姆林·提薩克（Remlin Tissark）
14歲，生日3月3日。生活在塗鴉城的女孩，受到上代施咒者戈布的認可，繼承下任「施咒者」。
戈布剛死時極為難過，但立刻轉念，認為如果大家都哭得唏哩嘩啦的戈布也不會開心，隨即振作起來繼承其能力並為清道夫作畫。
「人器」為由葛布傳承而來的畫筆「PEN」，能為他人塗鴉並施法以及將畫筆變成自己喜歡的畫具（目前只在蕾姆玲身上看到此用法），目前已為清道夫施了「將一次重大傷害緩和」的咒。
古諾姆拉斯·利德
47歲，生日5月4日，身高180公分。
充滿正義的畫布鎮鎮長，為了讓藝術家們有地方自由創作守護著畫布鎮。平常溫和有禮，生起氣來會變得非常恐怖。
亞默·恩普爾（Amo）
年齡不詳，生日12月4日，身高158公分。
傳說中「禁域的女人」，穿著暴露，有著羊一般的瞳孔。在禁域「培塔」沙漠出現。喜歡談論戀愛話題，由於自身經歷和長期被關在塔內因此在思想和行為扭曲和孩子氣，也帶有童話性妄想。情緒起伏非常大，很怕寂寞，討厭恩琴。
「人器」為一雙靴子，是「守護者」系列之一。能力為放出氣味，以「與心上人的幸福時光」為主題，聞到的人會將亞默當成自己心上人死命保護，但只要戴上防毒面具就能免疫其效果。把其中一隻鞋子脫掉也能解除效果。
年幼就被母親賣給一名男人，人器鞋子原本是他的東西。在見過能夠越過天界與下界的「天使」後，為了與男人爭搶人器而失手將其推下樓，隨後獲得人器使用權，後來得知其中一位天使就是路德的殺父仇人。第一次接觸到鞋子產生了原本該有的「情感」，卻也因此意識到至今為止發生在自己身上的所有事，為了逃避現實才繼續裝作什麼都不知道。實際上非常寂寞很想離開培塔，但不敢獨自走進沙漠。多次向來訪的人交流也都失敗收場。
清道夫離開後，被不明人士攻擊，人被綁架囚禁，鞋子則被賈巴撿走。
被救出後因為想贖罪而加入清道夫，隸屬「FRONT」小隊。哥爾巴斯認為他有很強的共感能力，建議他用原本的能力去療癒他人，為此亞默決定去開拓視野、累積經驗成為能理解他人的存在。
卡尼斯·許亞布雷克
初代施咒者的好友之一，被稱為「葬儀社」。路德的祖先，全部守護者系列的原持有者，將遺書留在叢林禁域中。
窟絡
人稱「情報通」，是下界最頂級的情報商。由於獲得情報的代價太莫名其妙，導致大家都不想輕易委託他。麻煩程度連擅長交際的恩琴都不想靠近。
體內聚集著極大量的記憶，這些記憶全部來自不同人，其總量已經超過一個人類該持有的總量。能變換成各種模樣，疑似已經活了非常久的時間，由於長時間扮演著不同的身份，已經忘記自己原本的樣子。
圖烏·莉莉
下界的人氣巨星，恩琴和理遙都是她的粉絲。年幼時曾誤闖禁域，在禁域內遇到了一隻一直陪伴和鼓勵自己的白色烏鴉，從此莉莉決定成為像白色烏鴉一樣讓大家露出笑容的存在。
認識人繫繩的製作者迦恩提斯，代替他把特別的人繫繩轉交給路德。為了隱藏特殊人繫繩用魔法讓路德以外的人以為那是女性內衣。
外表看不出來實際上頭腦不太靈光，為了尋找路德跑去清道夫組織但誤以為是一般清潔隊所以一直沒找到人，最後去找了窟絡換情報現在身無分文。
「人器」為一根手杖「魯納畢斯」，詳細能力不明，只知道能使用「魔法」。
迦恩提斯
人繫繩的製作者，與圖烏·莉莉是好友。被凱斯特邁默長期虐待和殺掉雙親，委託莉莉幫忙把特殊人繫繩交給路德。
請求路德幫忙把人偶節現場的所有觀眾引導避難，但因為莉莉沒聽懂「不要說多餘的話」的意思，轉交特殊人繫繩時把詳細全部省略掉造成路德誤會迦恩提斯要他把現場所有觀眾殺掉，導致現場配戴人繫繩的觀眾全部被凱斯特邁默控制。
看守者系列持有者，能用自己的血量產人繫繩。
凱斯特邁默
下界的人氣主持人，到處都能看見他出現在節目上。
一直暗中計劃利用人繫繩成為下界的支配者。為了目的把人繫繩製作者的父母殺害，雙腳也砍掉。喜歡挑撥離間，用言語刺激他人。
「人器」是麥克風「厄倫霍斯」，能藉由飲用對方的血操縱對方。長期抽迦恩提斯的血，操縱他不斷製作人繫繩，只要人繫繩使用者用血登入過人繫繩就代表對方的血與迦恩提斯的血混合過，邁默即使沒親自喝血也能操作所有配戴人繫繩的人。
飛利克斯
邁默的同夥之一，目的是保護邁默。
「人器」是信「歌留多」，防禦型人器。能用紙製造出一個鐵壁般的圓型結界。
吉爾
邁默的同夥之一，目的是保護邁默來賺錢。
「人器」是球棒「吉爾梅洛」，打出的任何球體都會變成魔球，打出其他物品則不會改變性質，球只要被破壞就會變回普通的球。

#### 天界居民
雷格特（Regto，聲：森川智之）
路德的養父。手套也是他送給路德的。被「天使」殺害。
不知為何持有除了守護者系列的手套和書，在被殺害後書被天使撿走。
吉娃（Chiwa，聲：伊藤美來）
路德暗戀的女孩。她在路德被欺負時保護他，並相信他永遠不會犯下謀殺罪，但在路德被誣陷定罪時毫不懷疑的認為他就是殺人犯，並將路德送他的布偶直接扔在地上轉身離開。

#### 其他
神秘人物
總是戴著詭異面具，帶著一本有看守者系列標誌的書。殺害雷古特的兇手，路德被處刑時也在現場。穿越境界也不會死。從培塔穿越境界時把靴子交給亞默，離開前因背後出現巨大的雙翅被亞默稱為「天使」。
真面目為塔姆吉，真實個性非常惡劣，目的不明但知道路德的身世和守護者系列的祕密。在眾人離開培塔時透過人器遠距製作出繩人攻擊綁架亞默，監禁亞默時利用守護者系列的書去影響亞默的記憶。知道路德體內像卵一樣的東西的詳細情況，想透過刺激加速孵化因此殺死雷古特。原本也想利用弗洛死亡刺激路德，但因路德把思念傳給弗洛使其變成人通者而失敗。

## 用語
天界
會移動，移動路徑大致相同。一直把垃圾丟到「奈洛」，在天界的罪犯也會被扔進奈洛，天界居民不知道奈洛裡也有城鎮與人類。
天界裡有高級住宅區與貧民窟，貧民窟的居民被稱為「族民」，被高級區的住民們歧視。高級區的人似乎沒有珍惜物品的觀念，就算是幾乎全新的物品只要有輕微的損壞就會直接丟掉。
天界中類似警察的工作人員稱為「使徒」。
下界
對下界人來說，這裡為「地上」。因為天界不斷扔垃圾下來導致環境嚴重汙染，甚至出現斑獸，因此有很多下界居民憎恨著天界人。
由於天界有一定的移動軌跡，因此下界居民會依照路徑建立「安全區」，被垃圾嚴重汙染並有斑獸的區域稱為「污染區」，污染區中最危險的地方被稱為「禁域」。
下界的大型城鎮通常會有一個大圓頂，防止天界扔下來的垃圾。在野外生活的下界人多半會被天界造成的垃圾雨砸死。下界中也有進化成能適應汙染的動物存在。
下界裡最常見的死因為「人體汙染」，在污染區域吸入過多有毒空氣死亡。
下界的紀錄中沒有紀錄為何世界會一分為二，中間有大約150年的空白。
奈洛
天界人對下界的稱呼。
境界
位於天界與下界之間，只要跨越境界就會死去。
到達境界一切重要的事物都會被奪走，境界中有個極度巨大的物體存在，目前只有路德和涅爾蒂看到過。
巨大物體實際上是一個身份不明的巨人，涅爾蒂見到他時稱他為「守護者」。
禁域
污染區中的重度污染區，棲息著連人通者也無法對負的斑獸。一般人進入後會立即死亡，清道夫進入時必需一直戴著防毒面具，未配戴的話大約15分鐘就會死亡。
目前已知的禁域總共有六個，路德從天界掉下來時就剛好掉到其中一個禁域裡。
沙漠禁域「培塔」是離境界最近的禁域，沙漠中的沙其實是極大量變成灰的垃圾，棲息著蠍子型的斑獸。
叢林禁域「托里」，環境就像叢林一樣，還有疑似是古代文明的遺跡。內部只有一隻無頭的人型斑獸，聽覺跟視覺都非常靈敏，不論對象是人還是斑獸都照樣攻擊。此斑獸的本體在別的地方，水池中的無頭人只是假象。
畫布鎮
下界中為了誰都能在這裡自由繪畫而建立，「快樂」與「自由」為中心思想的城鎮。城鎮內到處都能看見塗鴉藝術，過去被稱為「藝術之鎮」。只有沒有邪念的能才能自由出入，心懷不軌者會被入口的「護符」擋下來。
畫布鎮最著名的存在為「施咒者」，是繼承型的人通者。繼承者由前代施咒者指名，詳細的繼承資格不明。
人器皆為「PEN」，能透過繪畫給予對象施展「護符」。要畫在人體上必需要獲得對象同意才能發揮能力，否則會只是普通的塗鴉。根據不同的施咒者會產生些微的不同。
歷代施咒者會在靠近入口處的天花板，以各自的思想和時代背景為主題作畫。
初代施咒者名叫瑪卡卡·埃科爾，他所畫的壁畫中包含了看守者系列的標誌。
斑獸
與垃圾一起堆積的「思念」變換成「能量」，並成了類似野獸的存在。只要看到人類就會發動攻擊，因為是思念的集合體，被一般武器打到會無限再生，只有「人器」才能打倒它們。
大多為真實存在之生物的造型，習性跟行為也與該生物相似。
曾經出現過動力為「人器」的斑獸，這類斑獸必需擊碎動力來源的人器才能消滅。
人通者
能給予物品生命，激發其力量的能力者。
部分一般民眾對人通者的依存某樣物品的行為感到很噁心，也很排斥他們。
人器
因長期被珍惜使用，有「思念」寄宿於其中的物品。
人器的能力是根據持有者的經驗和思想為根據產生的。
人器在誕生時會有使用者的名字刻在上面，沒有刻名的人器代表使用者在抑制自己的力量。（例如賈巴和塔姆吉）
除了個人長期珍惜物品產生外，也有繼承形式的人器，例如畫布鎮的「PEN」，這類型人器的潛質都很高也很稀少。
清道夫
消滅斑獸的組織，在下界也有一般居民不喜歡清道夫。
清道夫的人通者為了方便管理必需加入隊伍，總共有六個小隊「AKUTA」、「EAGER」、「CHILD」、「DANGER」、「FRONT」和「BEAUTY」。其中「DANGER」小隊的成員在人格上有些缺陷、無法與其他人通者合作，都是奉行個人主義的「清道夫的最強存在」。
除了人通者之外也有非人通者的成員，這類成員被稱為「支援者」，有些人很瞧不起支援者們。
最初成立的目的是「為了找出世界的真相」。
破壞專家
下界的盜賊團，成員全部都是人通者。數年前首領換人後手段越來越惡劣，為了得到想要的東西不擇手段。
做出了用人器為動力源的「類斑獸」。
成員們都隨身帶著一個紫色的方形提燈，也是識別破壞專家成員的標示之一。
組織內最強的一群成員被稱為「一軍」。
獄卒
與清道夫相反，為專門處置「人類」以維護下界秩序的機構。萬一被獄卒認定為問題人物，獄卒就必定鍥而不捨地進行追捕，過程中也不排除使用刑求手段獲得情報。雖然獄卒多為一般人，不過對付人通者的能力相當不俗。
襲擊者
被清道夫們稱為害蟲，成群結隊，會利用武器襲擊清道夫的基地。
看守者系列
古老的人器，含有極高的能量。全部都是卡尼斯·許亞布雷克曾經穿戴在身上的東西。
上面附有過度強大的思念，一般人碰到就會陷入無盡的瘋狂。只有內心缺失了一部分的人使用才能維持正常。亞默稱自己在接觸到靴子後才成為真正的人類。
此系列的物品都有一個三角形和數個圓型組合成的標誌。目前已知持有看守者系列的人為路德（手套）、亞默（靴子）、左迪爾（大衣）、天使（書）、迦恩提斯（不明）。
人繫繩
通訊器，只有交換過血液的對象才能進行通訊， 交換時必需將血液觸碰對方的人繫繩。在地底深處會無法通訊。
人繫繩的作者也是看守者系列的一員，一直在用人繫繩竊聽，一旦注意到有人發現他的位子就會轉移所在地。

## 出版書籍
《GACHIAKUTA》由裏那圭主筆，並在2022年2月16日開始在講談社旗下的《週刊少年Magazine》連載。
2022年8月，裏那圭表示《GACHIAKUTA》的「海外翻譯版」已進入製作週期。隔年3月，Kodansha Comics USA他們已獲得該作的英文翻譯版出版許可。
| 冊數 | 講談社         | 講談社                 | 東立出版社                 | 東立出版社                                                  | 博集天卷 | 博集天卷               |
| 冊數 | 發售日期       | ISBN                   | 發售日期                   | ISBN                                                        | 發售日期 | ISBN                   |
| ---- | -------------- | ---------------------- | -------------------------- | ----------------------------------------------------------- | -------- | ---------------------- |
| 1    | 2022年5月17日  | ISBN 978-4-06-527922-9 | 2022年11月21日             | ISBN 978-6-26-347195-5                                      | 2025年   | ISBN 978-7-5726-2297-7 |
| 2    | 2022年7月15日  | ISBN 978-4-06-528430-8 | 2023年1月9日               | ISBN 978-6-26-347196-2                                      | 2025年   | ISBN 978-7-5726-2298-4 |
| 3    | 2022年9月16日  | ISBN 978-4-06-529138-2 | 2023年3月3日               | ISBN 978-6-26-347197-9                                      | 2025年   | ISBN 978-7-5726-2299-1 |
| 4    | 2022年11月17日 | ISBN 978-4-06-529777-3 | 2023年4月27日              | ISBN 978-6-26-347873-2                                      | 2025年   | ISBN 978-7-5726-2300-4 |
| 5    | 2023年2月17日  | ISBN 978-4-06-530527-0 | 2023年8月25日              | ISBN 978-626-360-453-7                                      | 2025年   | ISBN 978-7-5726-2301-1 |
| 6    | 2023年4月17日  | ISBN 978-4-06-531344-2 | 2023年10月6日              | ISBN 978-626-372-116-6                                      | 2025年   | ISBN 978-7-5726-2302-8 |
| 7    | 2023年7月14日  | ISBN 978-4-06-532179-9 | 2023年11月23日             | ISBN 978-626-372-808-0                                      | 2025年   | ISBN 978-7-5726-2303-5 |
| 8    | 2023年10月17日 | ISBN 978-4-06-532888-0 | 2024年3月11日              | ISBN 978-626-02-0557-7                                      | 2025年   | ISBN 978-7-5726-2304-2 |
| 9    | 2023年12月15日 | ISBN 978-4-06-533899-5 | 2024年4月22日              | ISBN 978-626-02-1040-3                                      | 2025年   | ISBN 978-7-5726-2305-9 |
| 10   | 2024年3月15日  | ISBN 978-4-06-534863-5 | 2024年9月9日 2024年9月16日 | ISBN 978-626-02-2357-1（首刷限定版） ISBN 978-626-02-1630-6 | 2025年   | ISBN 978-7-5726-2306-6 |
| 11   | 2024年6月17日  | ISBN 978-4-06-535779-8 | 2025年1月9日 2025年1月16日 | ISBN 978-626-02-2850-7（首刷限定版） ISBN 978-626-02-2849-1 |          |                        |
| 12   | 2024年9月17日  | ISBN 978-4-06-536774-2 | 2025年3月13日              | ISBN 978-626-02-2957-3                                      |          |                        |
| 13   | 2024年12月17日 | ISBN 978-4-06-537775-8 | 2025年5月29日 2025年6月5日 | ISBN 978-626-02-4722-5（首刷限定版） ISBN 978-626-02-4017-2 |          |                        |
| 14   | 2025年3月17日  | ISBN 978-4-06-538707-8 | 2025年7月28日 2025年8月4日 | ISBN 978-626-02-4934-2（首刷限定版） ISBN 978-626-02-4916-8 |          |                        |
| 15   | 2025年6月17日  | ISBN 978-4-06-539758-9 |                            |                                                             |          |                        |

## 电视动画

### 主题曲
片头曲HUGs
演唱：Paledusk，作詞：KAITO，作曲、編曲：DAIDAI
片尾曲
演唱：DUSTCELL，作詞、作曲、編曲：Misumi

### 各话列表
| 话数  | 标题         | 剧本     | 分镜       | 演出     | 作画监督                                           | 首播日期      |
| ----- | ------------ | -------- | ---------- | -------- | -------------------------------------------------- | ------------- |
| 第1话 | 天界         | 瀨古浩司 | 菅沼芙實彦 | 佐藤育郎 | 堀川耕一、                                         | 2025年 7月6日 |
| 第2话 | 寄宿之物     | 瀨古浩司 | 菅沼芙實彦 | 中川聰   | 大貫健一、可兒里未                                 | 7月13日       |
| 第3话 | 下界         | 瀨古浩司 | 許琮       | 三好奈緒 | 水畑健二                                           | 7月27日       |
| 第4话 | 清道夫總部   | 瀨古浩司 | 高橋敦史   | 大槻真之 | 中山知世、稻熊一晃、八崎健二                       | 8月3日        |
| 第5话 | 破壞專家     | 瀨古浩司 | 許琮       | 朝木幸彦 | 藤田茂、小原佑太、北村由佳、井元彰一、小柏奈弓     | 8月10日       |
| 第6话 | 結實一擊！！ | 瀨古浩司 | 許琮       | 佐藤育郎 | 荒木弥緒、阿部愛由美、櫻本詩步、菅野宏紀、伊藤嘉之 | 8月17日       |

## 反應
Real Sound的專欄作家稱自己十分喜愛《GACHIAKUTA》的世界創建、動作情節、黑暗奇幻元素以及主角的塑造。Tsutaya News的遠藤政樹對《GACHIAKUTA》的美術風格和主角塑造表示讚賞。而《SOUL EATER》和《炎炎消防隊》的作者大久保篤亦大力推薦該系列。
在2022年的下一部人氣漫畫大賞中，《GACHIAKUTA》位列紙本漫畫類別的第13位，儘管當時仍未有英文版的單行本，該系列仍成為獲最多英語系國家讀者投票支持的作品。《GACHIAKUTA》在2023年全國書店店員推薦漫畫中則排在第14位，同時入圍第47屆講談社漫畫獎少年部門。本作男主角路德也在2022年度「Magademy Award（マガデミー賞）」獎項獲頒新人賞。

## 外部連結
- 官方网站 （日語）
- GACHIAKUTA（漫畫）在動畫新聞網百科全書中的資料（英文）
- 動畫官方網站（日語）
- 動畫官方的Instagram帳戶（日語）
- 動畫官方的X（前Twitter）帳戶（日語）
- 動畫官方的全球X（前Twitter）帳戶（英文）